# Saalberghau

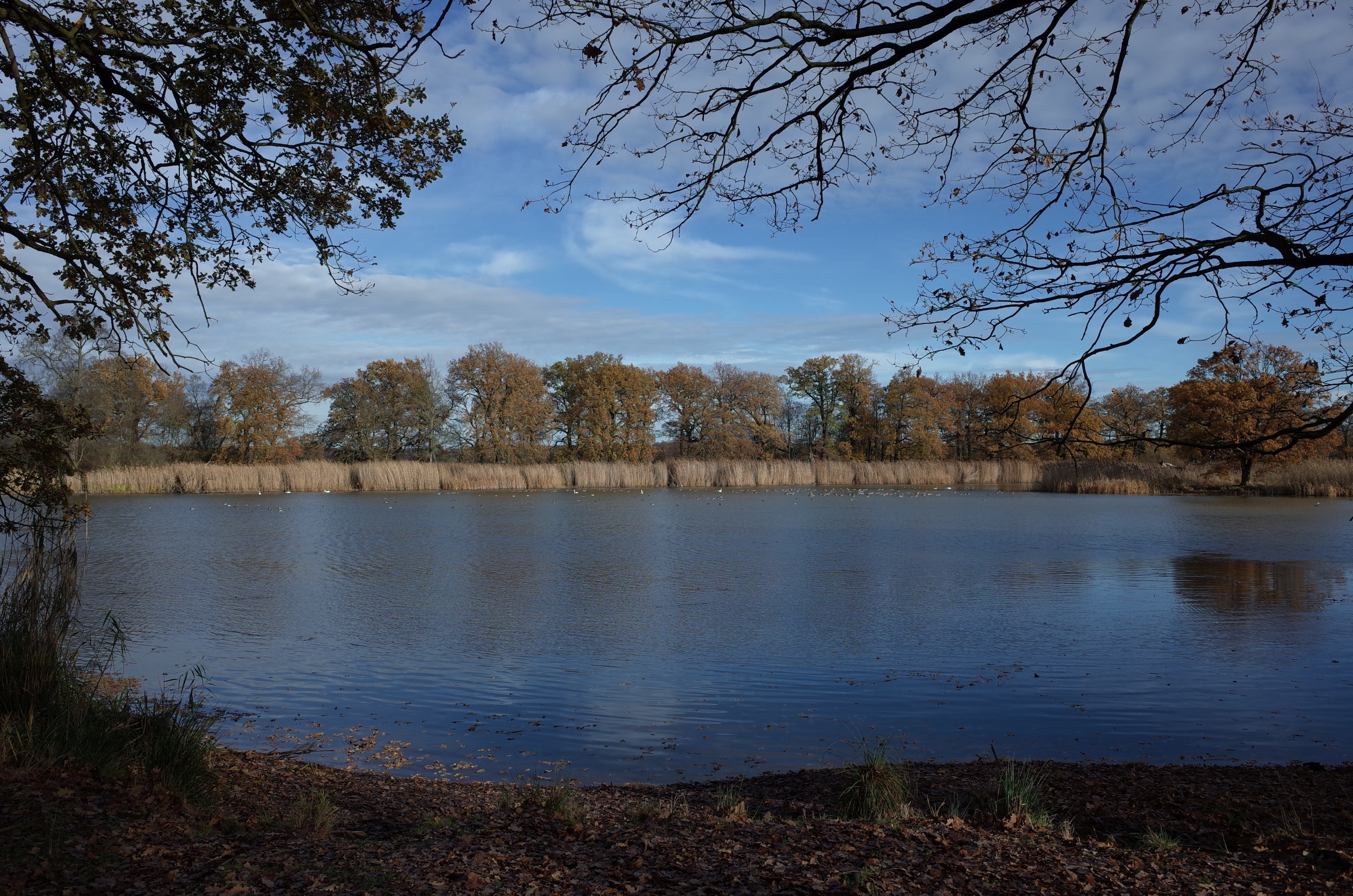
Kühnauer See

Der Saalberghau ist ein ehemaliges Naturschutzgebiet in der kreisfreien Stadt Dessau-Roßlau in Sachsen-Anhalt. Es ist als Kulturdenkmal ausgewiesen.

## Allgemeines
Das ehemalige Naturschutzgebiet mit dem Kennzeichen NSG 0090 ist rund 316 Hektar groß. Es war Bestandteil des FFH-Gebietes „Kühnauer Heide und Elbaue zwischen Aken und Dessau“ und des EU-Vogelschutzgebietes „Mittlere Elbe einschließlich Steckby-Lödderitzer Forst“ und nahezu vollständig vom Landschaftsschutzgebiet „Mittlere Elbe“ umgeben. Das Gebiet stand seit 2003 unter Schutz (Datum der Verordnung: 15. Dezember 2003). Teile des Gebietes waren bereits 1926 unter Schutz gestellt worden. Zum 21. Dezember 2018 ging es im neu ausgewiesenen Naturschutzgebiet „Mittelelbe zwischen Mulde und Saale“ auf. Zuständige untere Naturschutzbehörde war die Stadt Dessau-Roßlau.

## Beschreibung
Das aus zwei Teilbereichen bestehende, ehemalige Naturschutzgebiet liegt nordwestlich von Dessau im Biosphärenreservat Mittelelbe und im Dessau-Wörlitzer Gartenreich. Es umfasst einen Abschnitt der Elbe mit ihrer Aue und den Ostteil des Kühnauer Sees mit Uferbereichen und der Fischerinsel. Die beiden Teilflächen trafen nahe der Kläranlage im Stadtteil Ziebigk der Stadt Dessau-Roßlau aufeinander.
Die Aue der Elbe wird von Hartholzauwald, Auenwiesen, Altwassern und Flutrinnen geprägt. Daran schließen sich größere Dünenkomplexe mit Trockenrasen an. Die Auwälder treten in der Hainbuchen-, Linden- und Rohrglanzgrasausbildung auf. Die Krautschicht wird von Hallerscher Schaumkresse und artenreichen Frühjahrsgeophytenbeständen mit Frühlingsknotenblume und Zweiblättrigem Blaustern beherrscht. Im Bereich der Auenwiesen finden sich artenreiche Brenndoldenwiesen sowie Vielblütiger Hahnenfuß, Kantiger Lauch, Sibirische Schwertlilie, Wiesensilge, Großer Wiesenknopf und Weidenblättriger Alant vor. Außerdem sind Fuchsschwanzwiesen, Quecken-Flutrasen sowie Knick-Fuchsschwanz- und Straußgras-Flutrasen zu finden. Altwässer und Flutrinnen werden von Röhrichten und Seggenrieden sowie Wasserpflanzengesellschaften eingenommen. Hier sind u. a. Wassernuss, Schwimmfarn und Kleines Nixenkraut anzutreffen. Weiterhin sind an feuchten Standorten u. a. Rasensegge, Gottesgnadenkraut, Spießblättriges Helmkraut, Weidenblättriger Alant, Wiesenschwertlilie und Glanzwiesenraute zu finden. Die Uferbereiche der Elbe mit ihren Buhnenfeldern werden von Schlammfluren, Zweizahnfluren und Schleierfluren besiedelt, an die sich Weichholzaue anschließt. Die Auwaldbereiche im Naturschutzgebiet verfügen über einen hohen Totholzanteil.
Offene Bereiche auf Dünenbereichen werden von Trockenrasen mit Ohrlöffelleimkraut, Pyrenäensumpfkresse, Brillenschötchen, Goldhaaraster, Liegendem Ehrenpreis und Stattlichem Knabenkraut sowie Silbergras und Straußgräserern eingenommen.
Das ehemalige Naturschutzgebiet ist Lebensraum von Biber und Fischotter. Die Avifauna ist u. a. durch Mittelspecht, Kleiber, Wald- und Gartenbaumläufer, Pirol und Sperbergrasmücke sowie Rotmilan vertreten. Der Kühnauer See ist u. a. Lebensraum von Steinbeißer, Schlammpeitzger und Bitterling. Amphibien sind im Naturschutzgebiet u. a. durch Rotbauchunke und Laubfrosch, Insekten durch Libellen wie Südliche Mosaikjungfer und Asiatische Keiljungfer und Heuschrecken wie Gestreifte Zartschrecke vertreten.
Im Jahr 2020 wurde der Saalberghau unter der Bezeichnung Wald als Baudenkmal in das örtliche Denkmalverzeichnis eingetragen.

## Bilder

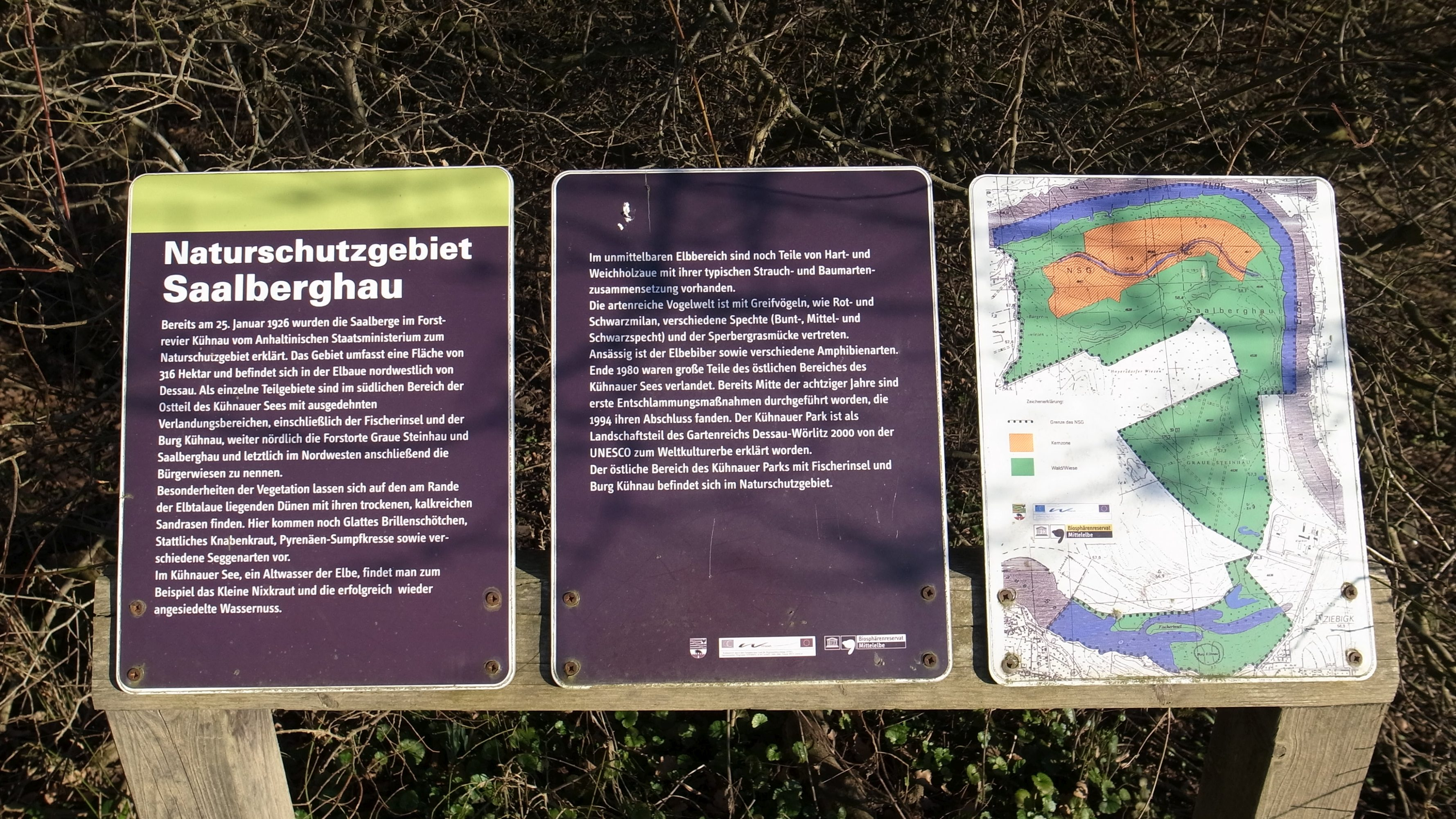
Informationstafel
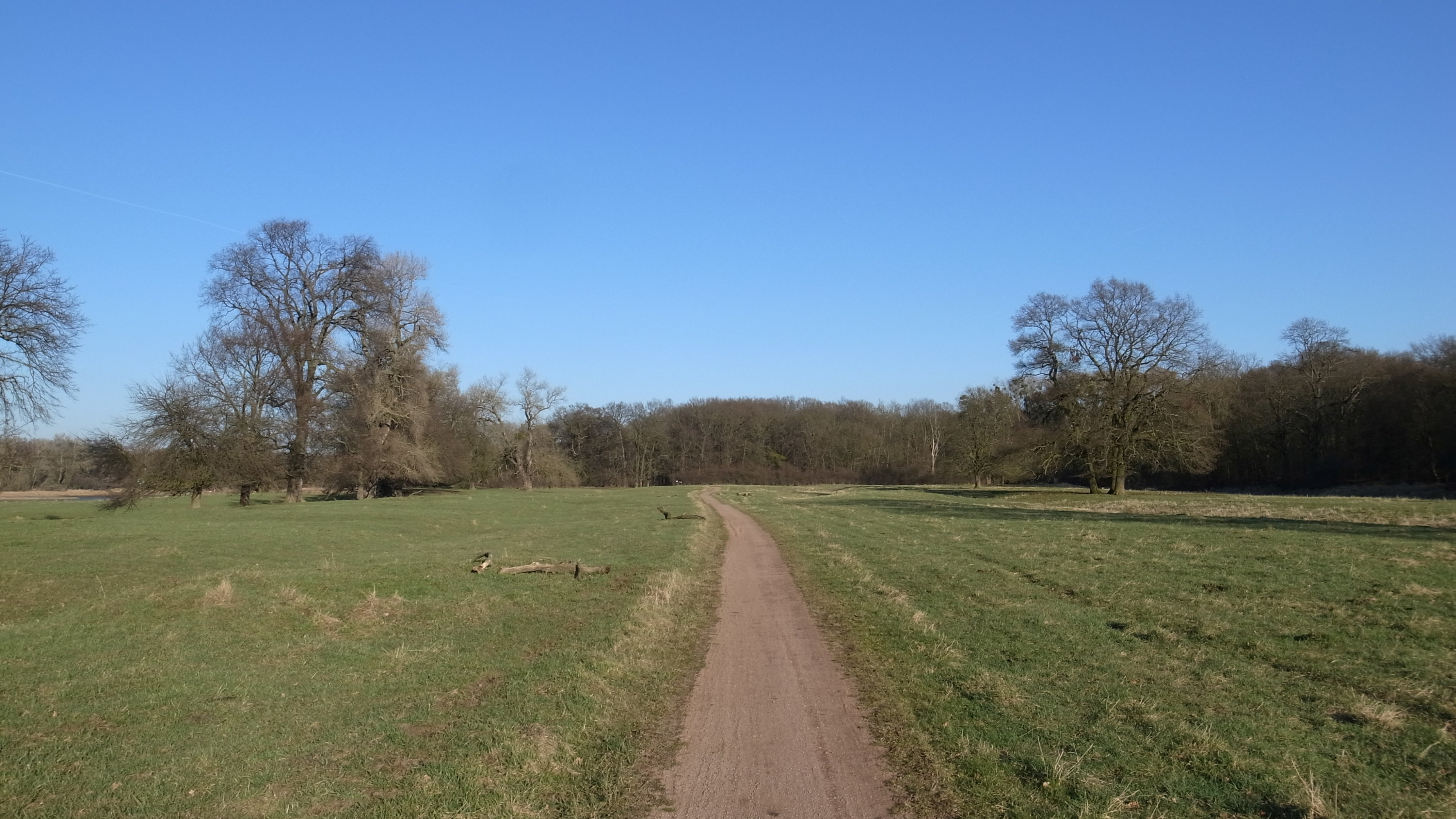
Wiesen an der Elbe
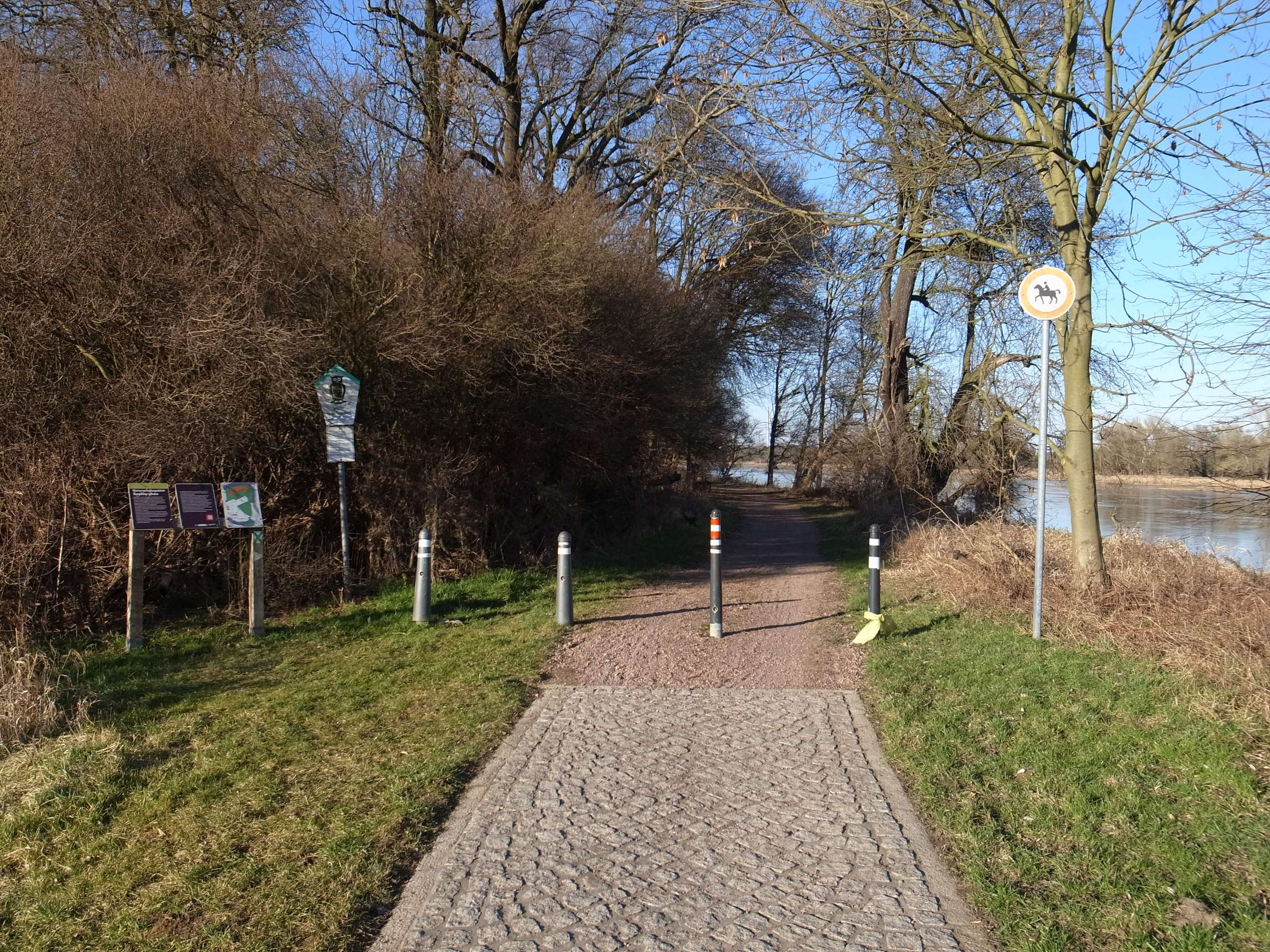
Rad- und Wanderweg im Saalberghau